# Pârâul Mare (okręg Neamț)
Pârâul Mare – wieś w Rumunii, w okręgu Neamț, w gminie Ceahlău. W 2011 roku liczyła 139 mieszkańców.